# Premio Pulitzer 1960
Quella del 1960 fu la quarantaquattresima assegnazione dei Premi Pulitzer e vide il conferimento di tredici premi in quattordici categorie, otto relative al mondo del giornalismo e sei relative al mondo della letteratura e della musica, a cui fu aggiunta una menzione speciale nel campo della letteratura.
In quest'edizione, la giuria fu composta da 15 membri, tra cui il presidente della Columbia University, Grayson Kirk, e fu presieduta da Joseph Pulitzer, redattore del St. Louis Post-Dispatch nonché omonimo figlio del fondatore dei premi Pulitzer, Joseph Pulitzer.

## Giornalismo
- Pubblico servizio:

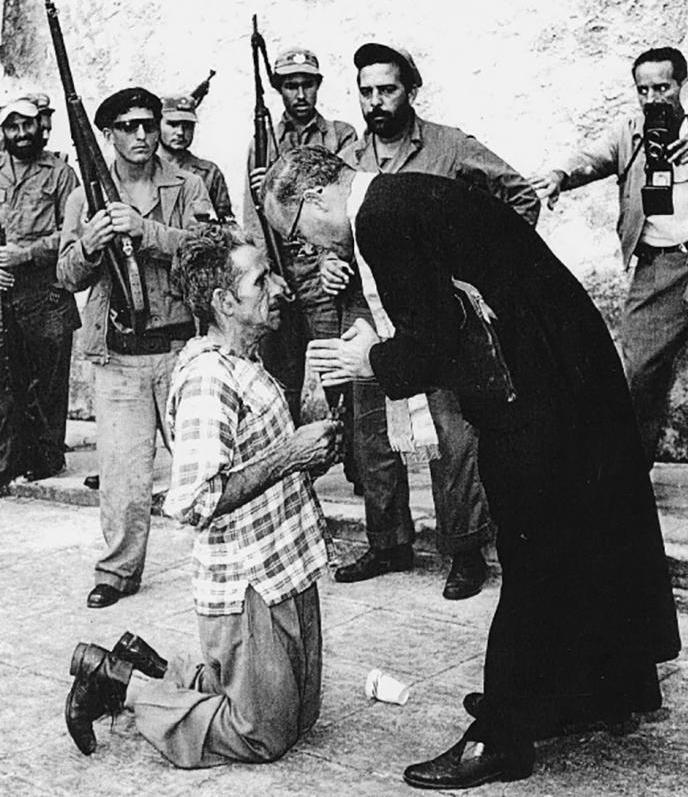
Lo scatto principale della sequenza fotografica di Andrew Lopez che si aggiudicò il Premio Pulitzer 1960

  - Los Angeles Times, per l'approfondito e ottimamente studiato attacco condotto nei confronti del  traffico di stupefacenti e per l'intraprendente reportage di Gene Sherman, che ha portato all'apertura di negoziati tra gli Stati Uniti d'America e il Messico grazie ai quali fermare il flusso di droga nella California meridionale e in altri stati di confine.
- Giornalismo locale di ultim'ora:
  - Jack Nelson, dell'Atlanta Constitution, per l'eccellente serie di articoli sugli istituti psichiatrici nello Stato della Georgia.
- Giornalismo locale investigativo:
  - Miriam Ottenberg, del Washington Evening Star, per una serie di sette articoli che ha denunciato un sistema di truffe nel mercato delle auto usate, che ha colpito molti acquirenti incauti nella città di Washington. L'opera della Ottenberg ha portato all'introduzione di nuove normative a protezione del pubblico e ha contribuito ad allertare altre comunità sulle pratiche scorrette da lei descritte.
- Giornalismo nazionale:
  - Vance Trimble, della Scripps-Howard Newspaper Alliance, per una serie di articoli che ha mostrato l'entità del nepotismo nel Congresso degli Stati Uniti d'America.
- Giornalismo internazionale:
  - A. M. Rosenthal  del The New York Times, per il suo perspicace e autorevole servizio dalla Polonia. La successiva espulsione di Rosenthal dal paese fu attribuita dai portavoce del governo polacco al fatto che il giornalista avesse: "scritto in modo molto approfondito e dettagliato della situazione interna, del partito e delle questioni di leadership. Il governo polacco non può tollerare un reportage così penetrante".[3]
- Editoriale:
  - Lenoir Chambers, direttore esecutivo del The Norfolk Virginian-Pilot, per la sua serie di editoriali sul problema dell'integrazione scolastica in Virginia, come esemplificato da The Year Virginia Closed the Schools, pubblicato il 1º gennaio 1959, e The Year Virginia Opened the Schools, pubblicato il 31 dicembre 1959.
- Vignetta editoriale:
  - Non assegnato.
- Fotografia:
  - Andrew Lopez, della United Press International, per la sua serie di quattro fotografie ritraente un ex caporale dell'esercito del dittatore Batista giustiziato da un plotone di esecuzione castrista, il cui scatto principale mostra in particolare il condannato mentre riceve l'estrema unzione.

## Letteratura, drammaturgia e musica
- Narrativa:
  - Advise and Consent, di Allen Drury (Doubleday).
- Drammaturgia:
  - Fiorello!, opera con musiche di  Jerry Bock, testo di Sheldon Harnick e libretto di Jerome Weidman e George Abbott (Random).
- Storia:
  - In the Days of McKinley , di Margaret Leech (Harper).
- Biografie o Autobiografie:
  - John Paul Jones, di Samuel Eliot Morison (Little).
- Poesia:
  - Heart's Needle, di W. D. Snodgrass (Knopf).
- Musica:
  - Second String Quartet, di Elliott Carter (Associated Music Publishers), eseguita per la prima volta dalla Juilliard School of Music il 25 marzo 1960.

- Menzione speciale:
  - The Defeat of the Spanish Armada, di Garrett Mattingly,  (Houghton Mifflin).